# Digitale Barrierefreiheit
Digitale Barrierefreiheit bezeichnet die Gestaltung von Informations- und Kommunikationstechnologien (IKT), die es allen Menschen ermöglicht, diese uneingeschränkt und unabhängig von körperlichen oder kognitiven Einschränkungen zu nutzen. Ziel der digitalen Barrierefreiheit ist es, gleiche Zugänglichkeit zu digitalen Inhalten, Anwendungen und Dienstleistungen sicherzustellen, unabhängig von den individuellen Fähigkeiten der Nutzerinnen und Nutzer. Dies umfasst insbesondere Menschen mit Einschränkungen, aber auch ältere Personen oder Menschen mit vorübergehenden Einschränkungen.

## Definition
Der Begriff Barrierefreiheit im digitalen Kontext bezieht sich auf die Möglichkeit, das Internet, Softwareanwendungen und digitale Geräte und deren Inhalte ohne Hindernisse zu bedienen. Dies umfasst die Anpassung von Websites, mobilen Anwendungen und elektronischen Dokumenten an nationale und internationale Standards sowie Richtlinien, wie sie etwa in den Web Content Accessibility Guidelines (WCAG) beschrieben sind. Barrierefreie digitale Inhalte berücksichtigen unter anderem visuelle, auditive, motorische und kognitive Einschränkungen.

## Gesetzliche Richtlinien und Rahmenbedingungen
In vielen Ländern gibt es gesetzliche Vorgaben und Empfehlungen zur digitalen Barrierefreiheit. In der Europäischen Union gilt die Richtlinie (EU) 2016/2102 über den barrierefreien Zugang zu Websites und mobilen Anwendungen öffentlicher Stellen, die sogenannte EU-Webseitenrichtlinie. Sie verpflichtet öffentliche Einrichtungen, ihre Webseiten und mobilen Anwendungen so zu gestalten, dass sie für Menschen mit Einschränkungen zugänglich sind. In den USA regelt der Section 508 des Rehabilitation Act die Barrierefreiheit für Bundesbehörden. Auch in Deutschland wurden durch das Behindertengleichstellungsgesetz (BGG) und die Barrierefreie-Informationstechnik-Verordnung (BITV) rechtliche Anforderungen an die digitale Barrierefreiheit festgelegt.

## Technische Standards
Die wichtigsten technischen Standards für die digitale Barrierefreiheit sind die WCAG, die von der Web Accessibility Initiative (WAI) des World Wide Web Consortium (W3C) entwickelt wurden. Die WCAG bestehen aus vier Prinzipien:
1. Wahrnehmbarkeit: Inhalte müssen für alle Nutzerinnen und Nutzer wahrnehmbar sein, z. B. durch Alternativtexte für Bilder oder Untertitel für Videos.
2. Bedienbarkeit: Alle Funktionen müssen mit unterschiedlichen Eingabemethoden nutzbar sein, z. B. per Tastatur oder mit sprachgesteuerten Systemen.
3. Verständlichkeit: Informationen und Bedienoberflächen müssen leicht verständlich und intuitiv sein.
4. Robustheit: Inhalte sollten auf verschiedenen Plattformen, Browsern und Assistenztechnologien funktionieren, z. B. auf Screenreadern oder mobilen Geräten.

Die WCAG existieren in verschiedenen Versionen. Die derzeit gültige Version ist WCAG 2.2, die neben den ursprünglichen Kriterien auch erweiterte Anforderungen, insbesondere für mobile Geräte, beinhaltet.

## Maßnahmen zur Umsetzung
Um digitale Barrierefreiheit zu erreichen, können verschiedene Maßnahmen ergriffen werden. Zu den häufigsten gehören:
- Textalternativen für Bilder: Bereitstellung von Alternativtexten für visuelle Inhalte, damit diese von Screenreadern vorgelesen werden können.
- Untertitel und Audiobeschreibungen: Bereitstellung von Untertiteln für Videos und Audiobeschreibungen für audiovisuelle Inhalte.
- Klare Struktur: Verwendung von Überschriften, Listen und Tabellen, die von assistiven Technologien interpretiert werden können.
- Kontrastreiche Gestaltung: Sicherstellung eines ausreichenden Farbkontrasts zwischen Text und Hintergrund, um Inhalte auch für Menschen mit Seheinschränkungen lesbar zu machen.
- Tastaturbedienbarkeit: Sicherstellung, dass alle Funktionen auch ohne Maus, nur mit der Tastatur, zugänglich sind.
- Responsive Design: Optimierung von Inhalten für unterschiedliche Bildschirmgrößen und Geräte, insbesondere mobile Endgeräte.

## Herausforderungen
Obwohl die digitale Barrierefreiheit zunehmend Beachtung findet, gibt es nach wie vor Herausforderungen bei der flächendeckenden Umsetzung. Viele Webseiten und Anwendungen entsprechen nicht den erforderlichen Standards, was Menschen mit Einschränkungen den Zugang erschwert. Ein weiteres Hindernis besteht in der Unkenntnis der Entwicklerinnen und Entwickler über die Anforderungen und Möglichkeiten barrierefreier Gestaltung. Zudem sind Tests und die fortlaufende Anpassung an neue Technologien aufwändig und kostenintensiv.

## Abgrenzung zu Barrierefreiem Internet
Während der Begriff „Barrierefreies Internet“ sich auf die spezifische Gestaltung von Webseiten und Online-Diensten bezieht, um allen Nutzerinnen und Nutzern, einschließlich Menschen mit Einschränkungen, uneingeschränkten Zugang zu gewähren, ist „Digitale Barrierefreiheit“ ein umfassenderes Konzept. Digitale Barrierefreiheit deckt nicht nur das Internet ab, sondern umfasst alle Formen der Informations- und Kommunikationstechnologien (IKT). Dazu gehören nicht nur Webseiten, sondern auch mobile Anwendungen, Software, elektronische Dokumente und sogar Hardware.
Barrierefreies Internet ist ein Teilaspekt der digitalen Barrierefreiheit und konzentriert sich in erster Linie auf die Zugänglichkeit von Webinhalten. Es stützt sich auf Richtlinien wie die Web Content Accessibility Guidelines (WCAG), die klar definieren, wie Webseiten gestaltet werden sollten, um barrierefrei zu sein. Die digitale Barrierefreiheit hingegen geht darüber hinaus und adressiert alle digitalen Schnittstellen, einschließlich der Bedienung von Geräten, Betriebssystemen und digitalen Infrastrukturen, die den Zugang zu Informationen und Dienstleistungen ermöglichen. Ziel ist es, digitale Technologien so zu gestalten, dass sie für alle Menschen unabhängig von ihren individuellen Fähigkeiten nutzbar sind.

## Digital barrierearm vs. digital barrierefrei: Ein Vergleich der Zugänglichkeit
„Digital barrierearm“ und „digital barrierefrei“ beziehen sich auf den Grad der Zugänglichkeit von digitalen Inhalten für Menschen mit Einschränkungen. Während „digital barrierefrei“ bedeutet, dass eine digitale Lösung vollständig den Anforderungen der Barrierefreiheit entspricht und somit für alle Nutzergruppen uneingeschränkt zugänglich ist, bezeichnet „digital barrierearm“ eine Lösung, die zwar gewisse Barrieren reduziert, aber nicht vollständig beseitigt. Barrierearme Angebote bieten einigen Nutzerinnen und Nutzern Erleichterungen, während barrierefreie Angebote gesetzliche Vorgaben wie die WCAG (Web Content Accessibility Guidelines) vollständig umsetzen.

## Vorteile der Barrierefreiheit
Digitale Barrierefreiheit bringt nicht nur für Menschen mit Einschränkungen Vorteile, sondern verbessert generell die Benutzerfreundlichkeit digitaler Angebote. Webseiten und Anwendungen, die barrierefrei gestaltet sind, sind oft auch für Menschen ohne Einschränkungen leichter zu bedienen.